# PATH (变量)
PATH是类Unix系统、DOS、OS/2和Microsoft Windows操作系统上的一个环境变量，用于设置一组包含可执行文件的目录。

## 历史
Multics是“搜索路径”这个想法的起源。早期的Unix shell只在/bin查找程序，但在Unix第三版中该目录太大，于是/usr/bin以及搜索路径成为操作系统的一部分。

## Unix与类Unix
在POSIX和类Unix操作系统上，$PATH变量是指定一个或多个目录名称的一个变量，名称间用冒号（:）字符分隔。

## DOS、OS/2和Windows
在DOS、OS/2和Windows操作系统上，%PATH%变量是指定一个或多个目录名称的一个变量，名称间用分号（;）字符分隔。